# Hôtel-Dieu de Carpentras
Fachada principal
O Hôtel-Dieu de Carpentras é um dos mais antigos hospitais da capital de Condado Venaissino. O edificio não é o primeiro hospitais de Carpentras, mas a maior, antes da criação de um hospital moderno em 2002.

## O edifício
Todo o edifício, e suas asas realizada em um quadrilátero de 100 metros por 80. Distribuídos por dois níveis. Ao contrário dos hospitais no momento, o edifício não tem cúpula. Várias alas estender em torno de quatro pátios e dois jardins. Os materiais de construção são, em geral, de origem local : Rocan carreira, entre Caromb e Saint-Didier para as adegas e abóbadas de pedra Caromb para escada, pedra de Oppède para o salão abobadado de honra, Villeneuve-lès-Avignon para os caixilhos das janelas. O elenco vem de La Roque-sur-Pernes e Mormoiron (a pedreira ainda está em operação, a empresa Lafarge. Azulejos e telhas foram feitas Venasque e  Montfaucon, os tijolos de Bédoin.